# Anthaxia fossicollis
Anthaxia fossicollis es una especie de escarabajo del género Anthaxia, familia Buprestidae. Fue descrita científicamente por Kerremans en 1899.